# Deutscher Fechter-Bund
Der Deutsche Fechter-Bund e. V. (DFB) ist der nationale Dachverband für den Fechtsport in Deutschland. Er gehört der Fédération Internationale d’Escrime und dem kontinentalen Dachverband Confédération Européenne d’Escrime an. 2018 vertrat der Verband 23.845 Mitglieder in 470 Vereinen, die in zwanzig Landesverbänden organisiert sind. Bei den Olympischen Spielen waren die vom DFB vertretenen Fechter mit insgesamt 42 Medaillen die fünfterfolgreichste Nation.
Der Verband wurde im Dezember 1911 in Frankfurt am Main gegründet. Nachdem er zur Zeit des Nationalsozialismus durch das Fachamt Fechten ersetzt und der Fechtsport nach Kriegsende von den Alliierten als „paramilitärische Übung“ verboten worden war, wurde er im November 1949 wieder gegründet. Nach dem Ende der DDR wurde 1990 der Deutsche Fechtverband (DFV) in den Deutschen Fechter-Bund eingegliedert.

## Geschichte

### Der DFB bis 1933
Bereits im Jahr 1897 wurde mit dem Deutschen Fechterbund, der sich bald in Deutscher und Österreichischer Fechterbund (DÖFB) umbenannte, eine Vorläuferorganisation des heutigen DFB gegründet. Allerdings löste sich dieser erste überregionale Fechtverband schon 1902 wieder auf. Anschließend organisierte meistens der Gauverband mittelrheinischer Fechtklubs die Teilnahmen an internationalen Wettbewerben. Erst nach der Auflösung des DÖFB, bei den Olympischen Zwischenspielen 1906 in Athen, siegten mit Gustav Casmir im Säbeleinzel sowie der Säbelmannschaft um Casmir und Jakob Erckrath de Bary das erste Mal deutsche Vertreter bei einem bedeutenden internationalen Wettbewerb. Bei den nachfolgenden Olympischen Spielen konnten sie die Titel jedoch nicht verteidigen.
Vor allem um eine bessere Vertretung der deutschen Fechter bei internationalen Turnieren zu etablieren, wurde am 17. Dezember 1911 im Hotel Frankfurter Hof in Frankfurt am Main der Deutsche Fechter-Bund gegründet. Zu seinen Gründungsmitgliedern gehörten neun Vereine, die insgesamt 557 Fechter vertraten.
Sein Zweck war die Vereinigung Deutscher Fechterverbände, -vereine und Einzelfechter, die Abhaltung von Turnieren auf nationaler Ebene und die Vertretung deutscher Interessen im Ausland. Eine Verbindung mit dem Österreichischen Fechter-Bund wurde nach den negativen Erfahrungen mit der Vorgängerorganisation ausdrücklich ausgeschlossen. Am 25. Februar 1912 wurde die erste Bundesversammlung abgehalten, die Jakob Erckrath de Bary zum ersten Präsidenten des neuen Verbandes wählte. Ein Jahr später war der Deutsche Fechter-Bund auch Gründungsmitglied des internationalen Fechtverbandes, der Fédération Internationale d’Escrime. De Bary wurde einer ihrer Vizepräsidenten.
Erstmals 1913 wurden die deutschen Meisterschaften vom DFB ausgerichtet. Davor fanden schon von 1896 bis 1899 Meisterschaftswettbewerbe statt. Der Wettbewerb wurde 1896 als private Veranstaltung und 1897–1899 vom DÖFB organisiert. 1914 konnten die Meisterschaften noch einmal ausgetragen werden. Anschließend legte der Erste Weltkrieg nicht nur jede fechterische Aktivität lahm, sondern kostete auch einigen Fechtern das Leben, unter anderem dem ersten deutschen Meister im Säbelfechten, Hermann Plaskuda. Erst gegen 1920 gab es wieder einen geordneten Turnierbetrieb, trotzdem mussten noch 1922 die deutschen Mannschaftsmeisterschaften abgesagt werden. Erst 1925 wurde der DFB wieder in den internationalen Dachverband aufgenommen und nahm ab diesem Jahr wieder an internationalen Wettbewerben teil. Auf Vereinsebene gab es allerdings schon früher internationale Wettkämpfe, so folgten 1923 niederländische Fechter einer Einladung zu einem Turnier in Offenbach.
1924 erschien mit dem Fechtsport erstmals eine eigene Verbandszeitschrift, nachdem die gemeinsam mit den Turnern herausgegebene Deutsche Fechter-Zeitung während der Inflationszeit eingestellt werden musste. Die Konkurrenz zur Deutschen Turnerschaft, in der erheblich mehr Fechter organisiert waren als im Fechtverband, war prägend für die Anfangsjahre des DFB. Zwar konnten 1926 gemeinsame Meisterschaften ausgetragen werden und 1931 ein gemeinsamer „Deutscher Fechtausschuss“ gegründet werden, aber bis 1934 blieben die deutschen Fechter in zwei verschiedenen Verbänden organisiert. Im Jahr 1928 wurde August Petri Nachfolger de Barys im Amte des DFB-Präsidenten. Ihm folgte bereits zwei Jahre später Heinrich Mayer, der bis zur Umorganisation des DFB unter den Nationalsozialisten Präsident blieb.
Die erfolgreichsten Fechter der Jahre 1914–1933 waren der Frankfurter Erwin Casmir und bei den Damen, die erstmals bei den 1923 bei deutschen Meisterschaften Florettwettbewerbe austrugen, Helene Mayer. Casmir gewann neben zahlreichen deutschen Meistertiteln in allen Waffen auch die Silbermedaille bei den Olympischen Spielen 1928 in Amsterdam. Mayer gewann die Olympischen Spiele sowie mehrmals die Weltmeisterschaften im Florett-Einzel. Die dominierenden Vereine waren der Fecht-Club Hermannia Frankfurt und der Fechtclub Offenbach.

### Fechten zur Zeit des Nationalsozialismus 1933–1945

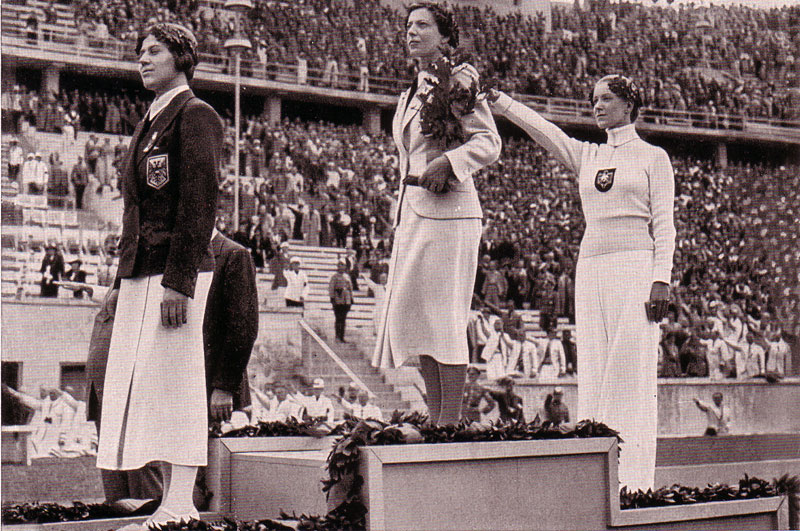
Ellen Müller-Preis, Ilona Elek und Helene Mayer bei der Siegerehrung der Olympischen Sommerspiele 1936

Schon kurz nach der Machtergreifung Hitlers passte sich auch der deutsche Sport der nationalsozialistischen Ideologie an. Der Deutsche Turner-Bund beschloss bereits am 8. April 1933 einen Arierparagraphen, schon das Ende Juli stattfindende Deutsche Turnfest sollte „judenfrei“ sein. Auch zahlreiche von Turnvereinen unabhängige Fechtvereine schlossen jüdische Mitglieder aus. Beim Fechtclub Offenbach wurden jüdische Fechter, unter anderem die Familie von Helene Mayer gebeten, von sich aus zu kündigen.
Unter Führung des Reichssportkommissars Hans von Tschammer und Osten entstand der Reichsführerring des deutschen Sports als neuer Dachverband des deutschen Sports, die Zahl der Sportverbände, jetzt Fachsäulen genannt, wurde von achtunddreißig auf fünfzehn reduziert. Die Fechter wurden zunächst im Deutschen Turner-Bund eingegliedert, was von den Fechtern des ehemaligen DFB entschieden abgelehnt wurde. Erst nach der Gründung des Deutschen Reichsbundes für Leibesübungen am 23. Januar 1934 wurde das Fechten als Fachamt 8 eines von 21 selbstständigen Fachämtern. Fachamtsleiter wurde Erwin Casmir. Der Fokus lag bis 1936 auf Spitzensport und der Vorbereitung für die Olympischen Spiele in Berlin, ein deutlicher Mitgliederverlust in den Jahren 1934 bis 1936 wurde dabei in Kauf genommen.
Die deutschen Fechter konnten bei den Olympischen Spielen jedoch nicht mit den dominierenden Italienern und Franzosen mithalten, von den drei Medaillen wurde eine zudem von Helene Mayer gewonnen, die in den Vereinigten Staaten lebte und aufgrund ihres jüdischen Vaters von den Nationalsozialisten als Halbjüdin eingestuft wurde. Casmir wurde auf Betreiben Reinhard Heydrichs, selber ein erfolgreicher Säbelfechter, als Leiter des Fachamts entlassen und durch den SS-Standartenführer Hermann Behrends ersetzt. In der Folge übernahm die SS Schlüsselpositionen innerhalb des Fachamtes, zahlreiche erfolgreiche Fechter wurden Mitglieder der SS, mit Roman Fischer wurde 1938 erstmals ein SS-Mitglied deutscher Meister.
Der Beginn des Zweiten Weltkrieges beeinträchtigte den Fechtbetrieb zunächst nicht, 1941 übernahm Heydrich selbst das Amt des Fachamtleiters, übergab das Amt jedoch schon 1942 wieder an Hermann Rau. Ab 1943 war der Sportbetrieb nur noch eingeschränkt möglich, die Deutschen Meisterschaften 1944 wurden schließlich abgesagt. Nach der Bedingungslosen Kapitulation des Deutschen Reiches wurde das Sportfechten schließlich vom Alliierten Kontrollrat als „paramilitärische Übung“ in der Direktive Nr. 23 („Beschränkung und Entmilitarisierung des Sportwesens in Deutschland“) verboten.

### Bis zur Wiedervereinigung 1990
Auch wenn das Fechten offiziell untersagt war, setzten sich viele Fechter über den Beschluss des Alliierten Kontrollrats hinweg und fochten im Geheimen – zum Beispiel in Kellern oder auf Dachböden. Trotz des bestehenden Verbotes wurde am 27. November 1949 der Deutsche Fechter-Bund im Plenarsaal des Deutschen Bundestages in Bonn erneut gegründet. Vorsitzender des wiedergegründeten DFB wurde Erwin Casmir. Ein halbes Jahr später hob die Alliierte Hohe Kommission das Fechtverbot offiziell auf. In der DDR entwickelte sich die „Sektion Fechten“ unabhängig vom DFB, sodass dieser nur noch den westlichen Teil Deutschlands vertrat. Im März 1952 wurde der DFB schließlich wieder in die internationale Fechtorganisation FIE aufgenommen. Die ostdeutsche Sektion Fechten wurde erst 1956 Mitglied der FIE.
1952 nahmen die deutschen Athleten auch wieder an den Olympischen Spielen in Helsinki teil. Bis auf Erwin Casmirs Sohn Norman bestand die Mannschaft komplett aus Fechtern, die bereits in den 1930er Jahren aktiv waren. Mit der internationalen Spitze konnten die deutschen Fechter aber nicht mehr mithalten. Auch bei den Olympischen Spielen 1956 in Melbourne konnte sich der einzige deutsche Teilnehmer, Günter Stratmann, nicht gegen die internationale Konkurrenz durchsetzen. Anschließend kam es zu einem Streit zwischen Stratmann und Casmir, der einen Grund für die Abwahl Casmirs als DFB-Präsident beim Deutschen Fechtertag 1957 darstellte. Sein Nachfolger wurde der Saarländer Otto Adam.
Erfolgreicher waren in den 1950er-Jahren die Damen, 1953 gewann Ilse Keydel in Brüssel als dritte im Damenflorett die erste Fechtmedaille Nachkriegsdeutschlands bei einer Weltmeisterschaft. 1957 gewann Heidi Schmid die Silbermedaille sowohl im Floretteinzel als auch mit der Damen-Mannschaft. 1960 konnten in Rom auch wieder die ersten Medaillen bei Olympischen Spielen gewonnen werden. Heidi Schmid gewann Gold im Damenflorett, die Herrenflorettmannschaft wurde dritte.
Trotzdem beschränkten sich die Erfolge der 1950er- und 1960er-Jahre auf Einzelleistungen, der zweimalige Weltmeister Friedrich Wessel bildete keine Ausnahme. In Deutschland begann eine Debatte um modernere Trainingsmethoden, die klassischen Fechtvereine verloren an Bedeutung zu Gunsten überregionaler Leistungszentren. Auf Betreiben von Elmar Waterloh, der 1972 DFB-Präsident wurde, entstand das erste Bundesleistungszentrum in Bonn. 1971 kam das erste Fechtinternat hinzu, 1978 und 1980 wurden weitere Internate in Heidenheim und Tauberbischofsheim eingerichtet. Der OFC Bonn und der erst 1967 von Emil Beck gegründete Fecht-Club Tauberbischofsheim dominierten in der Folge den deutschen Fechtsport und gewannen bei den Deutschen Meisterschaften zwischen 1970 und 1989 65 der 78 Mannschaftswettbewerbe. Vor allem die von Beck nach seinen radikal neuen Trainingsmethoden, unter anderem die Tauberbischofsheimer Fechtlektionen, ausgebildeten tauberbischofsheimer Fechter dominierten auch die Weltspitze. Olympiasieger wurden zum Beispiel Alexander Pusch, Matthias Behr und Anja Fichtel. Becks teilweise autoritärer Führungsstil und der steile Aufstieg des FC Tauberbischofsheim gaben aber auch oftmals Anlass zum Streit. Arnd Schmitt wechselte beispielsweise nach kurzem Aufenthalt an der Tauber zum TSV Bayer 04 Leverkusen und warf Beck anschließend Übervorteilung von Fechtern und sogar Ergebnisabsprachen bei Turnieren vor. Auch der 1978 als Nachfolger von Waterloh zum Präsidenten gewählte Klaus Dieter Güse befand sich im ständigen Konflikt mit dem häufig als „Fecht-Napoleon“ bezeichneten Emil Beck. Trotzdem war die Zeit unter Bundestrainer Emil Beck die erfolgreichste Periode des deutschen Fechtsports.

### Der DFB nach 1990

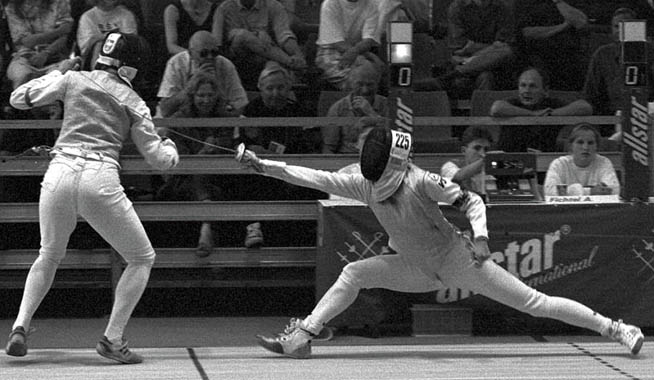
Anja Fichtel (rechts) bei der WM '93 in Essen, Foto von Dr. Hans M. Rupp.

1986 wurde Erika Dienstl Nachfolgerin von Präsident Klaus Dieter Güse, der aus gesundheitlichen Gründen zurücktrat. In ihre Amtszeit fiel die Eingliederung des ostdeutschen Deutschen Fecht-Verbandes in den DFB nach der Deutschen Wiedervereinigung 1990. Schon im Dezember 1990 wurden die Landesverbände Mecklenburg-Vorpommern, Brandenburg, Sachsen, Sachsen-Anhalt und Thüringen aufgenommen. In der Folge wechselten viele erfolgreiche ostdeutsche Florettfechter nach Tauberbischofsheim, unter anderem Ingo Weissenborn und Udo Wagner. Anschließend wurden auch verstärkt internationale Wettbewerbe in Deutschland ausgetragen (die Weltmeisterschaften 1993 in Essen und 2005 in Leipzig sowie die Europameisterschaften 2001 in Koblenz und 2010 und 2017 in Leipzig). Zuvor fanden nur ein Mal, 1978, Weltmeisterschaften in Hamburg statt.
Anfang der 1990er Jahre blieben die deutschen Fechter dominierend und gewannen zum Beispiel bei den Weltmeisterschaften in Essen insgesamt 13 Medaillen, mit Felix Becker wurde 1994 erstmals ein deutscher Säbelfechter Weltmeister. Anschließend fiel die Medaillenausbeute jedoch geringer aus, bei den Olympischen Spielen 1996 in Atlanta reichte es nur für eine Bronzemedaille. In der Folge gab es verstärkt Kritik gegen Bundestrainer Beck, der 1999 schließlich zurücktrat. 2000 endete schließlich auch die Amtszeit der Präsidentin Erika Dienstl. Nachfolger wurde Gordon Rapp, der den DFB bis 2014 führen sollte. In Rapps Amtszeit fielen die Olympiasiege von Benjamin Kleibrink und Britta Heidemann 2008. Im Jahr 2011 erhielt der Deutsche Fechter-Bund die Sportplakette des Bundespräsidenten zu Ehren seines 100-jährigen Bestehens. 2012 fiel die Bilanz der Olympischen Spiele mit einer Bronze- und einer Silbermedaille schwächer aus als 2008. 2014 wurde Lothar Blase zum Präsidenten gewählt, nachdem Gordon Rapp nach 14 Jahren Amtszeit zurücktrat. Die sportliche Bilanz blieb jedoch durchwachsen: Durch die schwachen Ergebnisse bei den Weltmeisterschaften 2015 und der anschließenden Weltcupsaison konnte sich keine Mannschaft für die Olympischen Spiele 2016 qualifizieren, sodass erstmals seit 1956 nur Einzelfechter teilnahmen. Zusätzlich zum schwachen sportlichen Abschneiden belastete Anfang 2016 auch der Rücktritt des Präsidenten Lothar Blase den Verband, schon zuvor trat Vizepräsident Luitwin Ress aufgrund mangelnder Unterstützung seitens der Landesverbände zurück. Anschließend übernahm Dieter Lammer kommissarisch die Aufgaben des Präsidenten. Nach dem ernüchternden Abschneiden bei den Olympischen Spielen 2016, bei dem die deutschen Fechter erstmals seit 1972 keine Medaille gewinnen konnten, übernahm im Oktober Claudia Bokel das Amt der Präsidentin. Beim Fechtertag im November 2016 wurde sie offiziell als Präsidentin bestätigt. Seit Oktober 2024 ist Benjamin Denzer Präsident.

### Mitgliederentwicklung
| Jahr    | 1913 | 1934      | 1936  | 1939  | 1953  | 1964   | 1974   | 1982   | 1993   | 2000   | 2010   | 2020   |
| Fechter | 557  | um 10.000 | 6.249 | 9.088 | 9.650 | 14.287 | 19.879 | 23.742 | 26.736 | 24.800 | 25.647 | 22.942 |

## Organisation
Mitglieder des Deutschen Fechter-Bundes sind neben eventuellen Ehrenmitgliedern und -präsidenten nur die 20 Landesfachverbände. Deren Vereine und Vereinsmitglieder sind dem DFB zugehörig, aber keine direkten Mitglieder. Geleitet wird der DFB von einem sechsköpfigen Präsidium. Das höchste Organ des Verbandes ist der Deutsche Fechtertag, der alle zwei Jahre zusammen tritt. In den Jahren ohne Deutschen Fechtertag übernimmt der Hauptausschuss Teile seiner Aufgaben. Seine Verbandsgerichtsbarkeit erfüllt der DFB mit einem Schiedsgericht und einem Disziplinargericht.
Für die inhaltliche Arbeit gibt es als ständige Ausschüsse laut Satzung den Sport- und Jugendausschuss. Zusätzlich bestehen Ausschüsse für Kampfrichter, Lehrwesen, Medizin, Technik und Senioren.

### Präsidium
Seit Oktober 2024 ist Benjamin Denzer Präsident. Vizepräsidenten sind Reka Lazăr-Szabo (Sport und Jugendsport), Dieter Lammer (Vizepräsident Internationaler Sport), Alexander Böhm (Vizepräsident Finanzen) und Philipp Gorray (Vizepräsident Breitensport). Komplettiert wird das Präsidium von dem durch die Sportler selbst gewählten Athletensprecher. Diese Funktion wird von Leon Schlaffer wahrgenommen. Ohne Stimmrecht sind noch der Sportdirektor, der Vertreter der Fechtsportjugend und zwei Vertreter der Landesverbände Mitglied des Präsidiums.

### Deutscher Fechtertag
Der Deutsche Fechtertag ist das höchste Verbandsorgan. Dem Fechtertag gehören Delegierte der 20 Landesfachverbände an. Dabei kann ein Landesverband pro 500 Mitglieder einen Delegierten entsenden. Des Weiteren sind die Vorsitzenden der Landesverbände, die Ehrenpräsidenten (zurzeit Erika Dienstl und Gordon Rapp), die Mitglieder des Präsidiums, der Vorsitzende der Deutschen Fechterjugend und der Sprecher der Senioren stimmberechtigte Mitglieder des Fechtertags.

### Landesfachverbände
Folgende zwanzig Landesfachverbände gehören dem DFB an:
| - Nordbadischer Fechterbund - Südbadischer Fechterbund - Bayerischer Fechterverband - Berliner Fechterbund - Brandenburger Fechterbund - Landesfachverband Fechten Bremen - Hamburger Fecht-Verband - Hessischer Fechterverband - Landesfechtverband Mecklenburg-Vorpommern - Fechterbund Mittelrhein | - Fechtverband Niedersachsen - Rheinischer Fechter Bund - Fechterbund Saar - Sächsischer Fechtverband - Fechterbund Sachsen-Anhalt - Fechterbund Schleswig-Holstein - Südwestdeutscher Fechtverband - Thüringer Fechtverband - Westfälischer Fechter-Bund - Württembergischer Fechterbund |

Abgesehen von Baden-Württemberg, Nordrhein-Westfalen und Rheinland-Pfalz, wo aus historischen Gründen mehrere Verbände existieren, entsprechen die Grenzen der Landesfachverbände denen der Bundesländer. Die drei Fechterbünde Baden-Württembergs kooperieren seit 2018 im Rahmen der Interessengemeinschaft Fechten Baden-Württemberg.

### Bundesstützpunkte
Seit 1976 befand sich ein Bundesleistungszentrum für den Fechtsport in Tauberbischofsheim. Der 1986 in Tauberbischofsheim gegründete nationale Olympiastützpunkt (OSP) für die Sportart Fechten bestand bis 2017. Seit 2018 wird der ehemalige Olympiastützpunkt Tauberbischofsheim als Bundesstützpunkt weitergeführt. Das bereits 1963 gegründetes Bundesleistungszentrum Bonn ist heute ebenfalls ein Bundesstützpunkt. Weitere Bundesstützpunkte befinden sich in Leipzig und Dormagen.

## Leistungssport
Der Verband richtet jährlich deutsche Meisterschaften in allen Waffen und allen Altersklassen ab der B-Jugend aus. Teilnahmeberechtigt sind die Besten der deutschen Rangliste (bei den Aktiven im Jahr 2015 die besten 24) sowie die Besten der Landesranglisten (bei den Aktiven weitere 48 Fechter). Die Anzahl der Startplätze pro Landesverband wird durch die Anzahl der dort registrierten aktiven Fechter bestimmt.
In allen Waffen werden vom DFB Ranglisten geführt, die für den Start bei den deutschen Meisterschaften, die Nominierung bei internationalen Wettbewerben sowie die Berufung in die Bundeskader maßgeblich sind. Bis zu 55 Fechter (elf pro Disziplin) werden vom DFB in den Olympia-, Perspektiv- oder Ergänzungskader berufen, zusätzlich gibt es 96 Plätze für Nachwuchsfechter im Nachwuchskader 1 und 2. Die Kaderfechter werden von Disziplin- und Nachwuchstrainern in den jeweiligen Disziplinen (Damen- und Herrendegen, -florett und -säbel) betreut. 2022 wurde der DFB vom Bundesinnenministerium mit insgesamt 2,5 Millionen Euro gefördert, die Förderung schwankte in den Jahren 2013–2022 zwischen 1,6 und 3,3 Millionen Euro jährlich. Hinzu kommt Förderung durch die Sportfördergruppe der Bundeswehr und der Bundespolizei sowie der Länder und Kommunen. Kadersportler bekommen zusätzlich Unterstützung der Deutschen Sporthilfe. Laut einer Studie des Bundesinstituts für Sportwissenschaft aus dem Jahr 2010 verfügen Fechter im Bundeskader ein monatliches Bruttoeinkommen von 1248 Euro und liegen damit unter dem Durchschnitt der untersuchten Sportarten. Im Monatseinkommen waren neben Einnahmen durch den Sport auch die berufliche Tätigkeit und Unterstützung durch Eltern enthalten.
Der Verband bekennt sich laut seiner Anti-Doping-Ordnung zur Bekämpfung des Dopings und hat zwei Anti-Doping-Beauftragte bestellt. Mit 75 Trainings- und 36 Wettkampfkontrollen führte die Nationale Anti-Doping-Agentur im Jahr 2014 verglichen mit anderen Sportarten relativ wenige Kontrollen durch.
Im internationalen Vergleich waren die deutschen Fechter nach den Spielen 2020 in Tokio mit 13 Gold-, 17 Silber- und zwölf Bronzemedaillen die fünfterfolgreichste Nation bei den Olympischen Spielen.

## Breitensport
Neben deutschen Meisterschaften sowie Meisterschaften der Landesverbände gibt es eine Vielzahl kleinerer und größerer Turniere. Zur Teilnahme ist ein Fechtpass nötig, für den jeder Fechter einmalig eine Turnierreifeprüfung ablegen muss. Der Fechtpass muss jährlich über einen Fechtverein beim DFB verlängert werden.
Die größte Veranstaltung im Breitensportbereich ist der Deutschlandpokal. Er wird in allen Waffen für Männer und Frauen getrennt ausgetragen. Teilnahmeberechtigt sind dabei alle Fechtvereine und Fechtabteilungen, die Mitglied im DFB sind. Fechter, die aktuell oder in den letzten drei Jahren einem Kader des DFB angehörten, sind nicht startberechtigt. Diese Maßnahme soll den Breitensportcharakter des Wettbewerbes sicherstellen. Die Vorrunden werden über mehreren Runden im K.-o.-Modus ausgetragen, das Finale der besten acht Mannschaften findet zentral für alle Waffen an einem Ort statt.

## Jugend
Für den Geschäftsbereich „Jugend“ ist die Deutsche Fechtsportjugend (dfj) verantwortlich. Die dfj ist als DFB-Jugendorganisation rechtlich und organisatorisch in den DFB integriert, hat aber aufgrund der Bestimmungen des Kinder- und Jugendhilfegesetzes (KJHG) eine Sonderrolle: die dfj kann eigenständig über ihre inhaltliche Arbeit und die Verwendung der ihr zufließenden Mittel entscheiden. Der Vorstand der Fechtsportjugend wird nicht vom Deutschen Fechtertag, sondern von der Fechtsportjugendversammlung gewählt. Der Fechtsportjugendversammlung gehören pro Landesverband maximal 2 Vertreter an, wenn einer der Vertreter unter 27 Jahre alt ist. Inhaltlich ist die Deutsche Fechtsportjugend gemäß der Satzung und der Jugendordnung des DFB für den Breitensport im Jugendbereich sowie für jugendpflegerische Maßnahmen zuständig. Sie ist Mitgliedsorganisationen der Deutschen Sportjugend. Vorsitzender der Deutschen Fechtsportjugend ist seit dem Jugendfechtertag 2014 Philipp Gorray.
Seit dem Deutschen Fechtertag 2022 (26. März 2022 in Bonn) ist die Jugendorganisation kein Ausschuss mehr laut Satzung, sondern ist auch hier durch einen eigenen Paragraphen herausgestellt worden. Mit dieser Änderung wurde ebenfalls der Vorsitzende der Fechtsportjugend qua Amt Präsidiumsmitglied (ohne Stimmrecht).

### Maßnahmen
Die Fechtsportjugend führt regelmäßig Sommerlehrgänge in Tauberbischofsheim durch, an denen bis zu siebzig Kinder und Jugendliche aus In- und Ausland teilnehmen.
Die Serie OnGarde bietet jungen Engagierten/Ehrenamtlichen, sich online bei verschiedenen Themen zu vernetzen.
Mit dem von ihr organisierten Programm Volltreffer möchte man Kinder auf den Weg zur Turnierreifeprüfung motivieren, indem das erfolgreiche Bestehen einzelner Zwischenziele (Treffer) Erfolgserlebnisse auf dem Weg zur endgültigen Prüfung generiert.

### J-Team
Das Jugendteam („J-Team“) ist ein loser Zusammenschluss von jungen Menschen (unter 27 Jahre), die sich in der Kinder- und Jugendarbeit engagieren, ohne notwendigerweise ein Amt im Vorstand zu übernehmen. Das J-Team der Deutschen Fechtsportjugend wurde im Jahr 2020 fest in die Jugendordnung integriert.